# 2203 van Rhijn
2203 van Rhijn este un asteroid din centura principală, descoperit pe 28 septembrie 1935 de Hendrik van Gent.